# 本溪高新技术产业开发区
本溪高新技术产业开发区，简称本溪高新区，或称“中国药都·沈本新城”，是中华人民共和国辽宁省本溪市的一个国家级高新技术产业开发区，辖区涵盖本溪市溪湖区石桥子、日月岛两个街道办事处，总面积176.97平方公里，人口约12万（2022年）。
本溪高新技术产业开发区开发区管委会为本溪市人民政府的独立派出机构，本溪市人民政府也位于高新区内。

## 简介
本溪高新区北距沈阳约30公里，南距本溪主城区约20公里。其前身为1993年成立的本溪经济技术开发区，当时为省级开发区。2011年经辽宁省人民政府批复，更名为本溪高新技术产业开发区，2012年晋升为国家级高新区。区内医药产业集中，有“中国药都”之称。截至2021年，本溪高新区拥有规模以上企业47户，占本溪全市约四分之一；高新技术企业44户，占本溪全市近六成。另外，沈阳药科大学、辽宁中医药大学等6所高等院校（包括校区）也落户本溪高新区。
根据2020年的统计，本溪高新区在中国国家级高新区中排名第131位，在辽宁省内国家级高新区排名第5位。